# Caluna
Caluna is een buurtschap in de gemeente Leudal, in de Nederlandse provincie Limburg. Tot 2007 viel deze onder de gemeente Heythuysen.
Caluna is gelegen in de Peel op ongeveer twee kilometer ten westen van het dorp Heibloem. Qua adressering valt de buurtschap echter volledig onder de woonplaats Heythuysen, zes kilometer zuidelijker gelegen. Caluna ligt in een bosrijke omgeving en bestaat uit circa tien boerderijen en woningen. Aangrenzende natuurgebieden zijn de Groote Moost in het noordwesten, de Waterbloem in het noordoosten, het Spaanse Bos in het zuidoosten en Nederpeel-Grave in het zuidwesten.
Dorpen: Baexem · Buggenum · Ell · Grathem · Haelen · Haler · Heibloem · Heythuysen · Horn · Hunsel · Ittervoort · Kelpen-Oler · Neer · Neeritter · Nunhem · Roggel

Buurtschappen: Aan de Bergen · Aan het Broek · Achter het Klooster · Asbroek · Beekkant · Berik · Blenkert · Brumholt · Caluna · Castert · De Horck · Dries · Eiland · Eind · Ellerhei · Gendijk · Geneijgen · Gerhegge · Haelense Broek · Hanssum · Heiakker · Heide (Heythuysen) · Heide (Roggel) · Heioord · Heugde · Hoek · Hollander · Hoogschans · Hoogstraat · De Horck · Kappert · Karreveld · Keizerbos · Kinkhoven · Laak · Maxet · Mortel · Nijken · Op de Bos · Ophoven · Overhaelen · Roligt · Santfort (deels) · Schaapsbrug · Schans (Ell) · Schans (Roggel) · Schillersheide · Smidstraat · Strubben · Uffelse · Venne · Vestjenshoek · Vlaas · Waije

Voormalige gemeenten: Haelen · Heythuysen · Hunsel · Roggel en Neer

Limburg: Steden en dorpen      Nederland: Provincies · Gemeenten